# گمینا گزه
گمینا گزه (به لهستانی:  Gmina Gzy) یک گمینا در لهستان است که در شهرستان پووتوسک واقع شده‌است. گمینا گزه ۱۰۴٫۴۴ کیلومتر مربع مساحت و ۴٬۰۶۸ نفر جمعیت دارد.